# Armando Guevara Ochoa
Julio Armando Guevara Ochoa (Cusco, 17 de febrero de 1926 - Lima, 14 de enero de 2013) fue un destacado director, violinista y compositor peruano. 

## Biografía
Armando Guevara fue hijo del médico Domingo Guevara y Yáñez y de Elvira Ochoa de Guevara.
Desde muy niño demostró su afición por la música, talento que fue cultivado gracias al apoyo de su madre, que era pianista, y del compositor cuzqueño Roberto Ojeda Campana.
Entre sus primeras composiciones están: A mi madre (yaraví y huayno), Larco Herrera, Elvia, Andes (huaynos), Angélica y Victoria (valses) y Romanza (melodía), cuyas partituras fueron publicadas por la Editorial Musical Maldonado y por La Rosa Hermanos de Lima.
El 8 de mayo de 1937, con 11 años de edad, realizó su primera presentación pública en el Teatro Municipal en el día de la Madre, interpretando al violín las piezas musicales: Berceuse de Jocelym, Minuetto de Beethoven y A mi madre, acompañado por el maestro Roberto Carpio. En Lima continuó sus estudios musicales, viajando luego a los Estados Unidos, donde estudió en el Conservatorio de New England, en Boston, y en otras instituciones.
Actuó en diversos escenarios internacionales, como el Carnegie Hall de Nueva York, donde estrenó su Poema Sinfónico el 16 de abril de 1951, y en el Canning House de Londres, estrenando Partitura Peruana. También realizó presentaciones en el Palacio de Bellas Artes de México, el Royal Albert Hall de Londres, la Sala Chaikovski de Moscú, el Teatro Imperial de Roma, Symphony Hall de Boston, el Palacio de las Nacionalidades de Pekín, el Teatro de Shaghai, entre otros.
Fue director de la Banda de la Guardia Civil y de la Orquesta Sinfónica de la Policía Nacional, así como asesor de la Banda Sinfónica de la Universidad Ricardo Palma.
En 1985 fue condecorado con la Medalla de la Ciudad del Cusco. En 1989 fue el primer peruano declarado "Patrimonio Cultural Vivo de la Nación".
En 1990 donó algunas de sus partituras a la Biblioteca Perkins de la Universidad de Duke.
En 1991 el Ministerio de Educación del Perú le otorgó la máxima condecoración magisterial con el grado de amauta. También ha sido nombrado doctor honoris causa por diversas universidades peruanas.
Murió el 14 de enero de 2013. Su cuerpo fue incinerado y sus cenizas esparcidas en el río Vilcanota.

## Obras
Ha compuesto más de 400 obras musicales, entre sinfonías, conciertos, obras corales, canciones, música de cámara, ballet, danzas folklóricas y populares. Su música tiene profundas raíces andinas.
- A mi madre (yaraví y huayno)
- Larco Herrera y Elvia, Andes (huaynos)
- Angélica y Victoria (valses) y Romanza (melodía),
- Poema Sinfónico
- Partitura Peruana
- Vilcanota
- Cusco (Qoricancha)
- Sinfonía Junín y Ayacucho
- Nunca Podrán
- Sinfonía a Ricardo Palma
- Sinfonía a Cáceres
- Sinfonía a Miguel Grau
- Danza Criolla
- Lamento Andino
- Sinfonía Túpac Amaru
- Sallcantay
- Bronce Andino
- Danzas latinoamericanas
- Cuatro estampas peruanas, cuerdas (Cusco, Vilcanota, Yaraví y huayno) (1940)
- Tres Estampas del ballet ”El último de los Incas” (1947)
- Concierto para violín y orquesta (1948)
- Danza peruana No. 1.